# Honda CBF500
A CBF500 a Honda által gyártott középkategóriás utcai csupasz motorkerékpár, a Honda CBF család 500 cm³-es tagja.

## A modell története
A népszerű Honda CB500 modell utódjaként 2004-ben jelent meg, az Euro2 szabványnak megfelelő motorral.
2007-ig volt kapható Európában, 2008-tól kezdődően már nem állítható forgalomba, kivonták a piacról mivel a 2 hengeres karburátoros motorja nem felel meg az Euro3 emissziós szabványnak.
|                  | CBF500                                                      |
| ---------------- | ----------------------------------------------------------- |
| Típus            | Folyadékhűtéses négyütemű soros kéthengeres DOHC 8 szelepes |
| Hengerűrtartalom | 499 cm³                                                     |
| Sebességváltó    | 6-sebességes                                                |
| Befecskendezés   | 34 mm-es síktolattyús karburátorok                          |
| Tömeg            | 183 kg                                                      |

## Változatok
A modell létezik opcionális ABS fékrendszerrel CBF500A néven.

## Külső hivatkozások
- Magyar Honda CBF Egyesület
- Honda motorkerékpárok